# Herz-Gletscher
Der Herz-Gletscher ist ein Gletscher auf Südgeorgien. Er fließt aus der Umgebung von Mount Paterson in der Salvesen Range zur Ostküste der Insel und mündet dort in die Iris Bay.
Die Benennung erfolgte durch Teilnehmer der Zweiten Deutschen Antarktisexpedition (1911–1912) unter der Leitung Wilhelm Filchners. Namensgeber ist Adolph Jacob Hertz [sic!] (1865–1912), Vorstandsmitglied der Deutschen Ost-Afrika Linie.